# K2-33b
K2-33b，或稱為EPIC 205117205.01，是一顆極為年輕的超級海王星型太陽系外行星，母恆星是主序前星K2-33。該行星是由美国国家航空航天局的克卜勒太空望遠鏡K2任務（Second Light，「第二道光」）發現，距離地球約472光年（145秒差距），在天球上位於天蠍座。該行星是以觀測行星通過母恆星盤面與地球觀測者之間造成母恆星亮度下降程度的凌日法發現。K2-33b因為年齡只有約930萬年而聞名，並且目前只有一顆系外行星金牛座V830b比它年輕（年齡約200萬年）。

## 行星性質

### 質量、半徑與表面溫度
K2-33b屬於超級海王星，代表它的半徑和質量都大於海王星。它的表面平衡溫度為850 K（577 °C），半徑5.04 R🜨。目前無法準確知道K2-33b的質量，只能推估其上限為3.6 MJ。

### 母恆星
K2-33b的母恆星是M型主序前星K2-33。該恆星的質量與半徑分別為0.54 M☉與1.05 R☉。K2-33的表面溫度為3540 K，年齡約930萬年。相較之下，太陽的年齡為46億年，表面溫度5778 K。K2-33的金屬含量與太陽大約相同，即以鐵和氫含量比值（[Fe/H]）表示的金屬量值為0。它的光度（L☉）為太陽的15%。
K2-33在地球上的視星等為肉眼不可見的14.3。

### 軌道
K2-33b的軌道週期為5.424日，軌道半長軸0.049天文單位。相較之下，水星軌道半長軸為0.38天文單位。因此，K2-33b自母恆星接受的輻射通量為地球的125倍。

## 年齡與形成

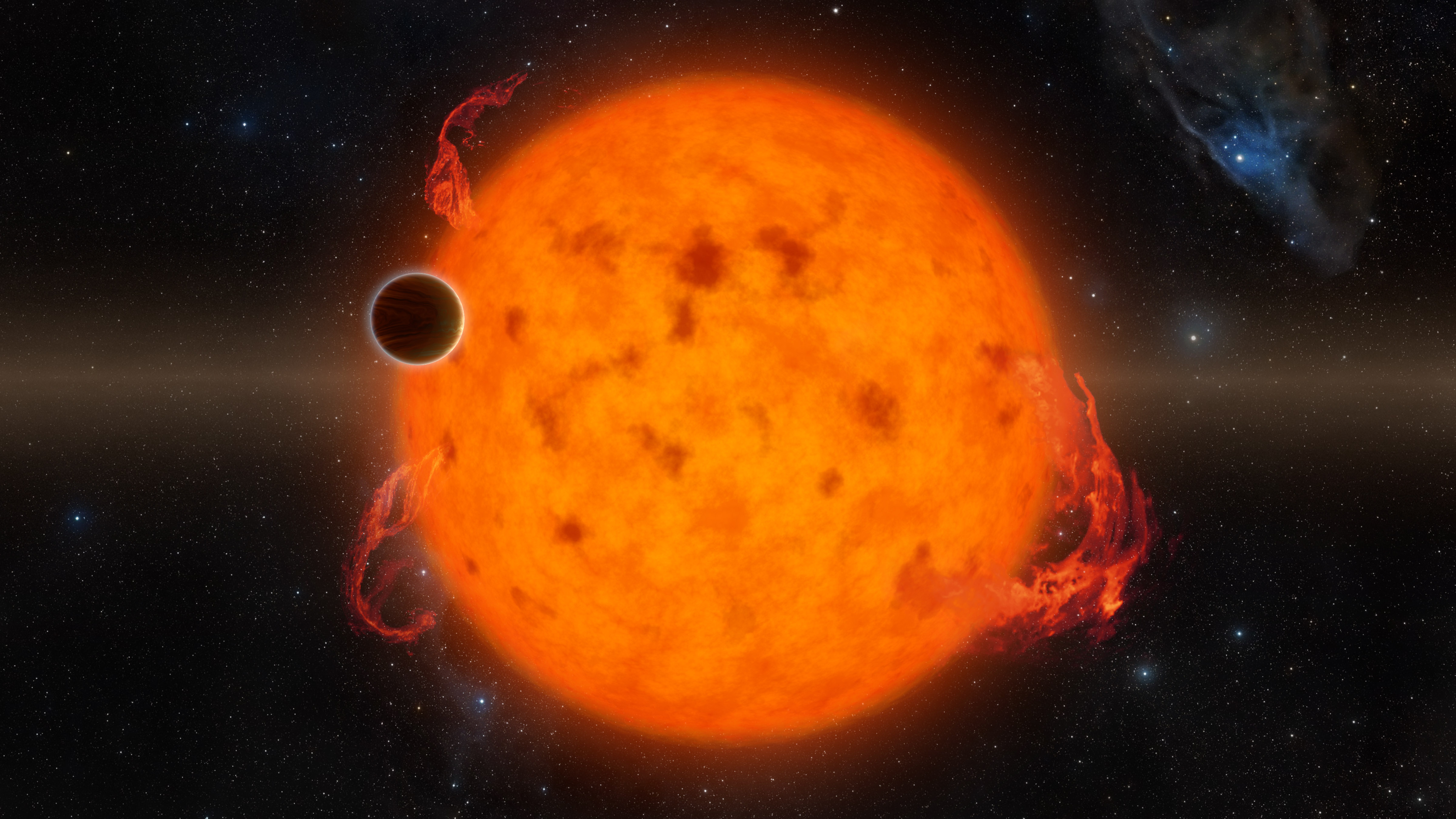
K2-33b想像圖。

K2-33b因為其極為年輕而聞名，年齡估計只有約930萬年。因此，這個行星系統很可能形成於地球歷史的中新世接近結束時期。最新的觀測顯示系統中已經形成了行星，而不是仍在行星形成過程中的原行星。而行星的質量與半徑則進一步對這樣的說法設下限制。
K2-33b是至今以凌日法發現的系外行星中最年輕的。目前另有其他數顆年齡相近的系外行星，但都不是以凌日法發現（部分行星的母恆星是高溫的A或B型恆星，例如HD 95086 b和 HD 143567 b；但它們的質量顯示這些天體也可能是棕矮星。）。屬於熱木星的金牛座V830b的發現論文和K2-33b的出版於同一期的《自然》，金牛座V830b的年齡是所有已知系外行星中最年輕的，只有約200萬年。
K2-33b和金牛座V830b的發現最引人注目的是，在解釋自1995年在主序星旁發現第一顆系外行星飛馬座51b以來行星形成後與母恆星距離如何變化的問題。因為這兩顆行星的相當年輕，因此數個行星遷移理論在此則顯得時間過長而不適用。K2-33b最合理的形成過程是它可能形成於距離母恆星更遠處，之後穿過原行星盤向內靠近母恆星，不過也有可能是行星一開始即形成於現在的位置\。加州理工學院的特雷弗·大衛表示：「我們需要回答的問題是：這些行星是否經過長時間進入位於熱區的軌道，或者它們在形成後極早的階段就在我們現在觀測到的位置？至少我們現在可以說，它們確實可以在很早的階段到達距離母恆星相當近處。」
對如此年輕行星的了解也許最終可以讓科學家了解行星形成的機制，並且提供太陽系形成的線索與幫助其他相似行星系統的發現。

## 發現過程
2014年時，NASA的克卜勒太空望遠鏡開始進行「第二道光」延伸任務以因應前一年因兩個反應輪故障而無法進行主要觀測任務的問題。克卜勒太空望遠鏡自2013年8月23日至2014年11月13日觀測上天蠍星協中心的資料即包含K2-33。K2-33b同時被分別來自加州理工學院 和德克薩斯州大學奧斯汀分校的團隊發現，
天文學家於2016年1月下旬到3月對K2-33進行觀測。這一系列觀測是使用位於麦克唐纳天文台裝設於口徑2.7公尺哈兰·史密斯望远镜的浸沒光柵紅外線光譜儀（Immersion Grating Infrared Spectrometer，IGRINS）。在觀測了歷次的凌星現象後，確認K2-33b的凌星現象大約每5日發生一次（即軌道週期）。最後因為每5日發生一次凌星而得到了軌道週期5日行星存在的結論。該項發現於2016年6月20日在NASA的一次公共中宣布。

## 外部連結
- NASA – Kepler Mission.
- NASA – Kepler Discoveries – Summary Table（页面存档备份，存于）.
- NASA – K2-33b （页面存档备份，存于） at The NASA Exoplanet Archive.
- NASA – K2-33b （页面存档备份，存于） at The Exoplanet Data Explorer.
- NASA – K2-33b （页面存档备份，存于） at The Extrasolar Planets Encyclopaedia.